# アイム・レディ (マディ・ウォーターズの曲)
「アイム・レディ」（I'm Ready）は、アメリカ合衆国のブルース・ミュージシャン、マディ・ウォーターズが1954年に発表した楽曲。作詞・作曲はウィリー・ディクスンによる。

## マディ・ウォーターズの録音
1953年、ウォーターズは知り合いのミュージシャンであるウィリー・フォスターにライヴへの参加を依頼したところ、フォスターは約束よりも1日早くウォーターズの元を訪れた。そして、ジン（本作の歌詞でも言及されている）を飲みながらウォーターズ及びウィリー・ディクスンに「俺は準備万端だぜ」と語ったことが、タイトルの由来になったという。オリジナル・ヴァージョンの録音には、ディクスン（アップライト・ベース）、リトル・ウォルター（ハーモニカ）、ジミー・ロジャーズ（ギター）、オーティス・スパン（ピアノ）、フレッド・ビロウ（ドラムス）が参加した。
ウォーターズは本作を度々再演している。1969年4月にポール・バターフィールドやマイク・ブルームフィールド等と共演したヴァージョンは、同年8月発売のアルバム『ファーザーズ・アンド・サンズ』に収録された。アルバム『ザ・ロンドン・マディ・ウォーターズ・セッションズ』（1972年）には、ロリー・ギャラガー等と共演したセッションが収録された。また、ジョニー・ウィンターがプロデュースしたアルバム『アイム・レディ』（1978年）には、1977年の録音が収録された。

## カヴァー
- デイヴィ・グレアム - アルバム『ハット』（1969年）に収録[6]。
- ハンブル・パイ - アルバム『大地と海の歌』（1970年）に収録。ただし、同作のクレジットではディクスンが作詞、ハンブル・パイが作曲と記載されている[7]。
- バディ・ガイ - アルバム『ホールド・ザット・プレーン!』（1972年）に収録[8]。
- ラッキー・ピーターソン（英語版） - アルバム『アイム・レディ』（1992年）に収録[9]。
- ポール・ロジャース - アルバム『マディ・ウォーター・ブルーズ』（1993年）に、ブライアン・メイ（ギター）をゲストに迎えたカヴァーを収録[10]。
- エアロスミス - カヴァー・アルバム『ホンキン・オン・ボーボゥ』（2004年）に収録[11]。
- ヒューバート・サムリン - アルバム『About Them Shoes』（2005年）に、エリック・クラプトン（ボーカル&ギター）をゲストに迎えたカヴァーを収録[12]。
- ヴィヴィアン・キャンベル - アルバム『ツー・サイズ・オブ・イフ』（2005年）に収録[13]。